# Paquita Jiménez
Francisca Jiménez Barrientos  (La Esmeralda, municipio de Ojinaga, 4 de octubre de 1958 - Chihuahua, Chihuahua, 15 de mayo de 2020), fue una activista política, organizadora comunitaria y defensora de derechos humanos. Coordinó por varios años COSYDDHAC, la segunda organización de derechos humanos creada en México, en el año 2001 participó en la fundación de la  Red por la Participación Ciudadana A.C. (Red Ciudadana) la cual fue conformada por seis de las principales organizaciones del estado de Chihuahua. Integrante del Movimiento Estatal de Mujeres en Chihuahua hizo posible la visibilización del feminicidio en Ciudad Juárez y Chihuahua, acompañó causas como la exigencia de justicia por el feminicidio de Marisela Escobedo y las protestas por el homicidio de la periodista Miroslava Breach. Impulsora de la transparencia legislativa, así como de la ley de Transparencia y acceso a la información pública y la Ley de Participación Ciudadana para el estado de Chihuahua. Participó además en la defensa de las comunidades originarias de la Sierra de Chihuahua.

## Biografía

### Juventud y estudios
Jiménez nació en la comunidad de la Esmeralda en el Municipio de Ojinaga el, 4 de enero de 1958 hija mayor de tres hermanos del matrimonio de Anselmo Jiménez Mata y María Ángela Barrientos Bermúdez, a los 8 años se traslada a Chihuahua capital para después estudiar la licenciatura en relaciones comerciales en el Instituto Tecnológico de Chihuahua. Se casa a los 18 años con Luis Manzanera con quien tuvo tres hijos: Luis, Linda y Daniel.

### Activismo, exigencia y defensa de Derechos Humanos
A inicios de la década de 1990 cuando una vez casada y habitando en el Panorámico, junto con sus vecinos del Saucito, Colinas del Sol, Diego Lucero y Arboledas entre otros, se organizaron para afrontar el grave problema ambiental que ocasionaba la instalación de una planta de tratamiento de aguas negras, que beneficiaría al recién creado Club de Golf San Francisco, de 20 hectáreas que requería esa agua tratada, que  se comenzó a construir en abril de ese año 1991 en las calles Izalco, entre las calles de Popocatépetl y Chichontepec, misma que despedía olores que impactaban a los niños y jóvenes de escuelas cercanas además de a los vecinos que lucharon desde abril de 1991 hasta el 23 de agosto de 1992 cuando se firmó el acta que determinaba que la instalación hidráulica se construiría alejada de ese lugar.
Se unió en el año de 1992 a la Comisión de Solidaridad y Defensa de los Derechos Humanos (COSYDDHAC), organización que busca la promoción de los derechos humanos y en particular de los derechos de los pueblos indígenas, documentación y defensa de violaciones a derechos humanos, y canalización de casos particulares para su defensa. Estuvo a cargo de la coordinación durante 8 años. Ahí tuvo el primer contacto con comunidades de la Sierra Tarahumara.
Fue fundadora de la Red por la Participación Ciudadana A.C. en el año 2001, organización impulsora de la ley de Transparencia y acceso a la información pública. Junto con otras organizaciones como el Plan Estratégico de Juárez promovieron una nueva y avanzada Ley de Participación Ciudadana. También contribuyó a la creación del Instituto Chihuahuense de Transparencia y Acceso a la Información Pública, ICHITAIP, y a la conformación del Sistema Estatal Anticorrupción. Impulso  políticas públicas desde diversas posiciones tales como: Consejera propietaria del Consejo Técnico Consultivo de la Ley Federal de Fomento a las actividades de las OSC integrante del Comité Conciudadano para la Reforma Electoral, Consejera del Consejo Consultivo del Instituto Chihuahuense de la Mujer, Consejera Electoral del INE. Participó activamente la Unión Ciudadana, organización que luchó en contra de la corrupción y también en la Alianza Ciudadana por Chihuahua que llevó a Javier Corral a la gubernatura.
Participó en la creación de la Ley de Participación Ciudadana del Estado de Chihuahua y junto con el gobernador Javier Corral Jurado y un grupo de organizaciones y activistas presentó la Ley de Participación Ciudadana del Estado de Chihuahua en noviembre de 2017. Coordinó además la participación de varias organizaciones de la sociedad civil para las mesas técnicas donde se debatió dicha ley en el Congreso del Estado logrando después su aprobación en junio de 2018.

### Plebiscito 2019

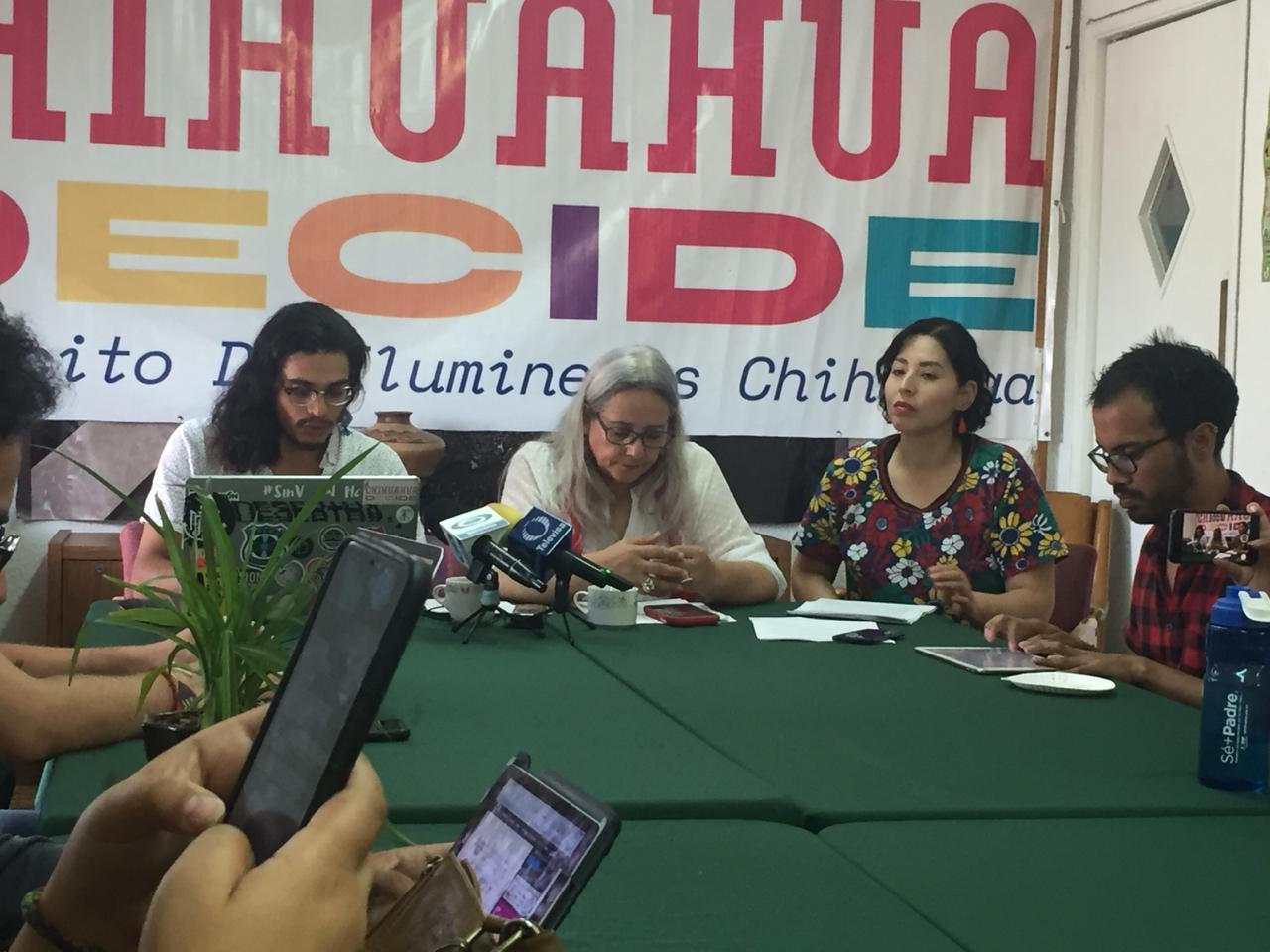
Paquita Jiménez en la rueda de prensa del plebiscito celebrado en Chihuahua el 24 de noviembre del 2019

En 2019 se obligó al gobierno municipal de Chihuahua a realizar un plebiscito contra la privatización del alumbrado público, como una de las solicitantes e impulsoras del Plebiscito de Chihuahua que logró la consulta ciudadana con mayor participación en la historia de México. Participó además como ponente en diversos foros sobre el derecho a la información, Líderes  de América Latina; Participación y Democracia, entre otros, siendo reconocida por su trayectoria impulsando procesos de construcción de ciudadanía, de participación ciudadana y en la defensa de las y los Defensores de Derechos Humanos.

### Muerte
Jiménez murió en la ciudad de Chihuahua el 15 de mayo del 2020 a los 62 años tras haber luchado contra el cáncer de páncreas.